# Baugrundinjektion
Baugrundinjektionen (auch Verpressungen genannt) sind Verfahren im Spezialtiefbau, bei denen der Porenraum von Lockergesteinen und Böden sowie Hohlräume in Festgesteinen (z. B. Trennflächen wie Klüfte und Verwerfungen oder Karsthohlräume) verfüllt wird. Dadurch erhöht sich die Tragfähigkeit des Untergrundes, wohingegen die Durchlässigkeit und Transmissivität für Fluide (Wasser, Gas u. a.) reduziert werden (siehe auch → Injektionsdichtung, Dichtungsschleier). Die dafür eingesetzten Injektionsmittel sind in der Regel Flüssigkeiten oder Suspensionen (Feststoffsuspensionen, Mikroemulsionen, Schäume, Gele und Harze) und haben die Eigenschaft, während der Verarbeitung für ein leichtes Eindringen ausreichend flüssig zu sein bzw. eine entsprechend geringe Kohäsion aufzuweisen, und im Baugrund nach Abschluss des Verpressvorganges zu erstarren und zu erhärten (hydraulisches Abbinden).
Baugrundinjektionen werden auch zur Unterfangung bestehender Gebäude bei Nachbarbebauungen oder zur Hebung des Baugrundes (Kompensationsinjektionen) in Folge von Setzungen ausgeführt.
Die maximal zulässigen Injektionsdrücke für Abdichtungsinjektionen richten sich nach der Injektionstiefe und der Tragfähigkeit des Baugrundes. Dazu werden in der Regel Vorerkundungen und Wasserdruckversuche und ggf. Aufbrechversuche durchgeführt.

## Dimensionierung, Verarbeitung und Kontrollen
Angaben und Hinweise dazu sind in den entsprechenden Kapiteln der aktuellen EURONORM EN 12715, „Injektionen“ enthalten. Darüber hinaus sind die Anforderungen/Bestimmungen des EUROCODE EC 1 (wo immer anwendbar) einzuhalten.